# Церетели, Гиги
Георгий (Гиги) Церетели (груз. გიგი წერეთელი; род. 23 февраля 1964, Тбилиси) ― грузинский политик, депутат парламента Грузии (1999, 2003, 2008, 2012, 2016). Президент Парламентской ассамблеи ОБСЕ с 2017 по 14 декабря 2020 года.

## Биография
Родился 23 февраля 1964 года в Тбилиси, Грузинская ССР, СССР.
Учился в тбилисской средней школе № 55 и музыкальной школе № 8. В 1986 году окончил лечебный факультет Тбилисского государственного медицинского института. 
В 1986—1987 годах работал ординатором неврологического отделения Центральной республиканской больницы. В 1987—1989 годах прошёл полный курс клинической ординатуры в Институте клинической и экспериментальной неврологии. В 1989—1993 годах работал неврологом в Институте клинической и экспериментальной неврологии. Провёл научные исследования по иммунологическим аспектам неврологических заболеваний, опубликовал несколько научных работ в этой области. В 1993—1995 годах находился за границей.
В 1995 году начал работать первым заместителем председателя Департамента социальных дел мэрии Тбилиси. В том же году переведен на должность председателя правления Вакеского района. В 1996—1998 годах был вице-премьер-министром Тбилиси. Курировал здравоохранение, образование, культуру, социальную защиту и спорт.

## Политическая карьера
На местных выборах 1998 года стал членом тбилисского городского совета и председателем тбилисской фракции. В 1999 году стал депутатлм парламента Грузии по партийным спискам избирательного блока «Гражданский союз». В 2000 году стал заместителем председателя парламента Грузии. После «революции роз» стал исполняющим обязанности спикера парламента, так как спикер парламента Нино Бурджанадзе была исполняющим обязанности президента Грузии. В 2004 году во второй раз стал депутатом парламента Грузии 6-го созыва (Мажоритарный тбилисский Мтацминда), избирательный блок: «Бурджанадзе-демократы».
С февраля по май 2004 года работал министром труда, здравоохранения и социальной защиты Грузии, одновременно являясь заместителем премьер-министра правительства. В мае того же года он вернулся к парламентской деятельности и занял пост председателя парламентского комитета по здравоохранению и социальным вопросам.
В 2008―2012 ― депутат парламента Грузии 7-го созыва по списку избирательного блока «Единое национальное движение — за победившую Грузию». В 2012―2016 годы — депутат парламента 8 созыва по партийному списку, избирательный блок «Единое национальное движение―Больше пользы народу». В 2016 году в пятый раз вошел в состав парламента Грузии 9-го созыва по партийному списку «Единое национальное движение».
В 2018 году избран президентом Парламентской ассамблеи ОБСЕ. В результате партийного кризиса в Едином национальном движении в 2017 году одна часть партии, в том числе Церетели, вышла из неё и основала новую политическую партию «Европейская Грузия—Движение за свободу».

## Личная и семейная жизнь
Владеет русским, английским языками. У него есть жена и двое детей. Является почетным президентом шахматного клуба «NTN», почетным президентом федерации настольного тенниса, Президентом Детской бейсбольной лиги.